# إيما أندرسون
إيما أندرسون (Emma Anderson) من مواليد 10 يونيو 1969.هي موسيقية  إنجليزية ،تعرف كونها مغنية الرئيسية و كاتبة أغاني في فرقة الروك البريطانية (بالإنجليزية: Shoegazing)‏.

## روابط خارجية
- إيما أندرسون على موقع IMDb (الإنجليزية)
- إيما أندرسون على موقع ميوزك برينز (الإنجليزية)
- إيما أندرسون على موقع إن إن دي بي (الإنجليزية)
- إيما أندرسون على موقع أول ميوزيك (الإنجليزية)
- إيما أندرسون على موقع ديسكوغز (الإنجليزية)